# Бакунин, Алексей Владимирович
Алексе́й Влади́мирович Баку́нин (18 ноября 1970, Свердловск) — российский футболист, выступавший на позиции защитника.

## Карьера
Начинал карьеру в клубе «Уралмаш» Екатеринбург. Дебютировал в составе основы в 1995 году в высшей лиге. Всего в высшей лиге провёл 25 матчей. Сыграл 5 игр в розыгрыше Кубка Интертото 1996. Завершил карьеру в 2000 году в команде «Чкаловец-Олимпик» Новосибирска, за которую провёл 10 матчей.
Играл также за мини-футбольный клуб «Луч»/«Уралмаш-М» Екатеринбург (в период сезонов 1994/95 и 1997/98).